# The Best Selection (フラワーコミックス)
The Best Selection（ザ・ベスト・セレクション）は、小学館フラワーコミックスから発行される、主に小学館の雑誌で執筆する少女漫画家の短編集。
各々の巻に収録されている作品は、単行本としては現在入手困難なデビュー初期の作品などが多い。以下は、50音順。

## 相原実貴 The Best Selection
相原実貴：2008年3月26日発売、ISBN 9784091315809
恋愛ダンジョン

慎子×2 ―しんこの事情―

開幕のベルが鳴る

LL ―エルエル―

彼女はデリケート

重い生理痛が悩みの松田。幼なじみで家が薬屋の南が紹介してくれたのは、家が産婦人科の青山だった。
Lip・コンシャス!

## 赤石路代 The Best Selection
赤石路代：2008年12月24日発売、ISBN 9784091321954
LAUNDRY
『少女コミックCheese!』 1997年4月号
雨の日のコインランドリー、逃走中の殺人犯が客の中に紛れ込み、それに気づいてしまったななえは……。
トワイライトの猫だから
『別冊少女コミック』 1984年4月号

ティータウンのうさぎたち
『別冊少女コミック』 1980年12月号

ロンドン時間で会おうね
『ちゃお』 1982年12月号

ドヌーブにはなれないけど
『別冊少女コミック』 1980年5月号増刊

アイドルはだれだ!!
『ポシェット』 1984年VOL.7

## 赤石路代 The Best Selection 2
赤石路代：2009年12月24日発売、ISBN 9784091328694
ヴィヴィアン・リーが殺した

6秒の9月

ラブ・ウォーズ'81

殺し文句を推理して!

マシュマロティーはひとりで…

マリリンのどこがいいの

## 北川みゆき The Best Selection 1
北川みゆき：2007年12月21日発売、ISBN 9784091314000
眠れない夜をかぞえて

カムフラージュ

きっと、また、逢える

ついでにKISS ME

ハート♥じかけの恋愛小説（ロマンス）

## 北川みゆき The Best Selection 2
北川みゆき：2008年12月24日発売、ISBN 9784091321961
You're my only shining star

1オンスの恋人

いつか好きだといって

素足のマーメイド・レッスン

バースデイ・ドリーマー

アイドルの向こう側

## さいとうちほ The Best Selection
さいとうちほ：2009年3月26日発売、ISBN 9784091323347
オペラ座で待ってて

ある日、ナイトに会ったなら

さらってわたしのナイト

ジョーカー

春はめざめのキス

剣とマドモアゼル

## 篠原千絵 The Best Selection
篠原千絵：2008年6月26日発売、ISBN 9784091317230
凍った夏の日

優しい殺人者

訪問者は真夜中に…

目撃者にさようなら

ウイークエンドの招待状

眠る街

## 篠原千絵 The Best Selection 2
篠原千絵：2009年9月25日発売、ISBN 9784091326980
自殺室 ルームナンバー404

そして5回の鈴が鳴る

クリスタル・ドール

冬の花は鎮魂歌

紅い伝説

## 新條まゆ The Best Selection 1
新條まゆ：2007年12月21日発売、ISBN 9784091314086
ザクロの実を暴いて

やさしく診てね

抱きしめて溶かして

心を裸にして

君にHold Up

保健室のマイダーリン

## 新條まゆ The Best Selection 2
新條まゆ：2009年3月26日発売、ISBN 9784091323354
TABOOに抱いて

Body Music

首すじにバンパイア

青い瞳のダンディー

シティロマンス

## 田村由美 The Best Selection
田村由美：2008年9月26日発売、ISBN 9784091320445
拾った男
『別冊少女コミック』 1993年1月号特別増刊『花林』
家族で別荘へ行く道中、フラフラと歩いている男・ジョージを拾った一家。だが、楽しいはずの別荘ライフの歯車が次第に狂っていく。彼は悪魔なのか、それとも……。
きねづかん
『デラックス別冊少女コミック』 1995年7月30日号
痴呆の症状が出始めている老人や家族に邪魔者扱いされている老婆たち。銀行強盗に遭遇した彼らたちは「昔取った杵柄」を武器に次々と強盗をあしらっていく。
彼女は誰を殺したか
『別冊少女コミック』 1992年9月号特別増刊『花林』
血が滴る包丁を手にふらふらと歩く女性が警察に保護された。彼女の家に急行した警官が見たのは、惨殺された彼女の父親だった。彼女が彼を殺したのか!?
あの夏が終わる
『別冊少女コミック』 1985年11月号増刊

ウエディングベルは聞こえない
『別冊少女コミック』 1985年5月号増刊

## 田村由美 The Best Selection2
田村由美：2009年9月25日発売、ISBN 9784091326997
女神が落ちた日
通り魔1991
MADONNAに告ぐ

## 水城せとな The Best Selection
水城せとな：2010年2月26日発売、ISBN 9784091331304
ストレイシープ
初単行本化

最後の晩餐

そこは眠りの森

## 宮坂香帆 The Best Selection
宮坂香帆：2008年9月26日発売、ISBN 9784091320407
love love

love love 番外編

不埒なRomance

C-shock

×××

Chu♥っとオヤスミ

## 吉田秋生 The Best Selection
吉田秋生：2007年12月21日発売、ISBN 9784091314093
Fly boy, in the sky
『別冊LaLa』（白泉社） 1984年WINTER号
「BANANA FISH」の主人公・奥村英二の高校時代の物語。
十三夜荘奇談
『プチフラワー』 1981年冬の号

ジュリエットの海
『別冊少女コミック』 1982年3月号

風の歌うたい
『別冊少女コミック』 1980年1月号

夢みる頃をすぎても
『プチフラワー』 1982年1月号

夏の終わりに…
『別冊少女コミック』 1978年9月号

## 吉田秋生 The Best Selection 2
吉田秋生：2009年6月26日発売、ISBN 9784091325365
最後の夏

解放の呪文

きつねのよめいり

のっぽのアリス

ナサナエルの肖像

ヨナの百夜一夜物語

悪魔と姫ぎみ

## 吉原由起 The Best Selection
吉原由起：2008年6月26日発売、ISBN 9784091317247
世界は2人で できている

人魚王子

お・ぼ・れ・た・い

彼はSILK100%

シャネルのささやき

## 渡瀬悠宇 The Best Selection
渡瀬悠宇：2008年3月26日発売、ISBN 9784091315793
すんでにTOUCH!

COUPLE

はつきトライアングル

放課後幻想

700日のブルー

## 渡瀬悠宇 The Best Selection 2
渡瀬悠宇：2009年6月26日発売、ISBN 9784091325358
PERFECT LOVERS

オトメの事情

源生花

ミントでKiss me

パジャマでおじゃま

パジャマで迷路